# Formation d'Elrhaz
La Formation d'Elrhaz est une formation géologique au centre du Niger renommée pour son gisement de fossiles de vertébrés, le gisement de Gadoufaoua, datant d'il y a environ 115 à 112 millions d'années (Crétacé inférieur). Il s'agit du plus important site de Dinosauriens d'Afrique. Il est situé sur la bordure occidentale du désert de Ténéré.     

## La formation géologique
La formation d'Elrhaz fait partie du groupe (unité stratigraphique) du Tegama, où la sédimentation présente une alternance de grès et d'argile. Elle se trouve dans la région de Gadoufaoua.

## Le gisement fossilifère de Gadoufaoua

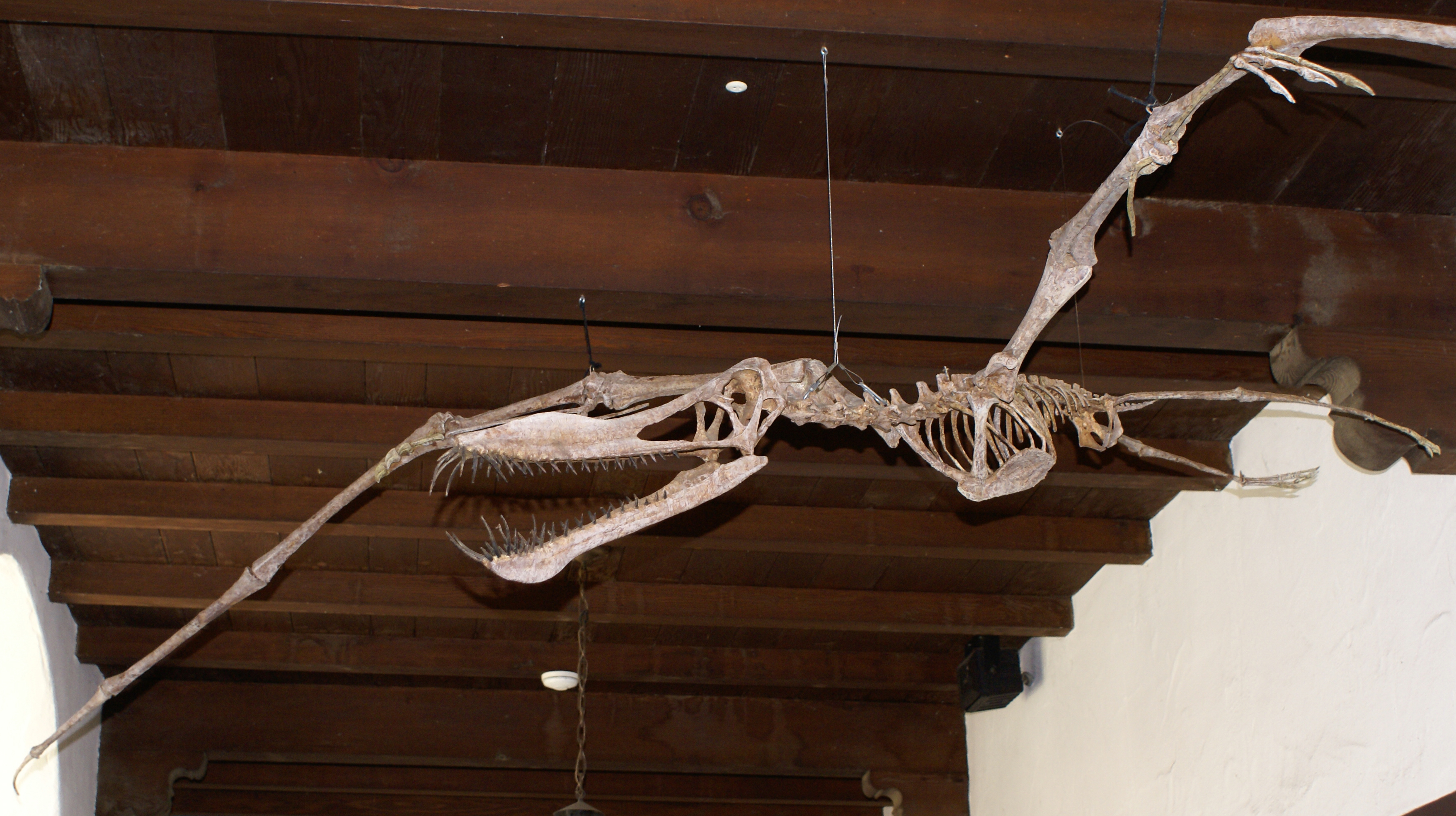
Reconstitution d'un squelette d'Anhanguera de la formation d'Elrhaz

Gadoufaoua correspond au sommet de la formation d'Elrhaz et à la base de la formation d'Echkar. Le mot signifie en touareg "l'endroit où les chameaux ont peur de se rendre"), la zone étant d'un accès difficile.
Le site de fossiles de Gadoufaoua est une région subdésertique plate, d'une altitude moyenne de 500 m, située à 170 km à l'est de la ville d'Agadez (16° 50′ N, 9° 25′ E). Il a d'abord été daté de l'Aptien, puis de l'Aptien-Albien, soit d'il y a environ 112 millions d'années. Les fossiles se trouvent dans une zone de 180 km de long et de 2 km de large.

### Processus de fossilisation
Il y a près de 112 millions d'années la région était une plaine où coulaient des rivières, et qui était couverte de marais et de lacs, le climat y était chaud ; dans ces conditions favorables se sont développées là une flore et une faune variées. Les squelettes et les os de dinosaures, de crocodiles, de tortues, de poissons etc. ont été intégrés dans des lits horizontaux. La sédimentation a donné naissance à des grès compacts où les fossiles sont très bien conservés. 
La surabondance de fossiles d'animaux d'eau douce s'explique par le fait que l'océan a pendant de courte périodes occupé les terres, provoquant l'asphyxie soudaine, en grand nombre, de ces  animaux.

### Découverte
Il n'aurait pas été possible de découvrir ces restes s'ils n'avaient pas affleuré à la surface à la suite d'un événement géologique : le soulèvement des montagnes de l'Aïr au nord de ce bassin sédimentaire, qui a provoqué une inclinaison des lits horizontaux. Ensuite, les pluies et l'érosion éolienne ont découvert les couches de sédiments. La bande étroite de 2 km où se trouvent les fossiles correspond au bord supérieur des lits, le reste étant profondément enterré.
Si la première découverte de fossiles de dinosaures à Gadouafoua date de 1907 (par René Chudeau), l'intérêt pour le site se manifeste à partir de 1964-1965, lorsque les géologues français du Commissariat à l'énergie atomique (CEA) en mission au Niger pour y rechercher de l'uranium trouvent un crâne de crocodile géant. Le Muséum d'histoire naturelle envoie plusieurs missions à Gadoufaoua qui permettent de découvrir de nouveaux genres de dinosaures, parmi lesquels le célèbre Sarcosuchus imperator. 

### Importance du site
Le gisement de Gadoufaoua est comparable aux autres grands sites de dinosaures du reste du monde, comme le désert de Gobi en Mongolie (formation de Barun Goyot) ou la Vallée de Californie aux États-unis. Il est plus important gisement de Dinosauriens d'Afrique avec celui de Tendaguru (Jurassique supérieur) en Tanzanie. La faune comprend notamment "une espèce de Coelacanthidé, 2 espèces de Dipneustes, 1 espèce d'Amphibien, 3 espèces de Crocodiliens dont une géante, 2 espèces de Chéloniens et 7 espèces de Dinosauriens".
Les autres principaux gisements de fossiles végétaux et animaux au Niger sont la région de Tillia, In Abangharit, et In Gall- Marandet.

## Paléofaune vertébrée

### Crocodyliformes
| Crocodyliformes signalés dans la formation Elrhaz | Crocodyliformes signalés dans la formation Elrhaz | Crocodyliformes signalés dans la formation Elrhaz        | Crocodyliformes signalés dans la formation Elrhaz |        |
| Genre                                             | Espèce                                            | Matériel                                                 | Remarques                                         | Images |
| ------------------------------------------------- | ------------------------------------------------- | -------------------------------------------------------- | ------------------------------------------------- | ------ |
| Araripesuchus                                     | A. wegeneri                                       | (1959) "crâne presque complet" - Sereno & Larsson (1999) | Pseudonyme. Dog-Croc                              |        |
| Anatosuchus                                       | A. mineur                                         | (2003) "crâne presque complet" - Sereno & Larsson (1999) | Pseudonyme. Canard-Croc                           |        |
| Sarcosuchus                                       | S. imperator                                      | "squelettes partiels, nombreux crânes"                   | (1966)                                            |        |

### Ornithischiens
| Ornithischiens rapportés de la Formation d'Elrhaz | Ornithischiens rapportés de la Formation d'Elrhaz | Ornithischiens rapportés de la Formation d'Elrhaz | Ornithischiens rapportés de la Formation d'Elrhaz    | Ornithischiens rapportés de la Formation d'Elrhaz | Ornithischiens rapportés de la Formation d'Elrhaz |
| Genre                                             | Espèce                                            | Position stratigraphique                          | Matériel                                             | Remarques                                         | Images                                            |
| ------------------------------------------------- | ------------------------------------------------- | ------------------------------------------------- | ---------------------------------------------------- | ------------------------------------------------- | ------------------------------------------------- |
| Lurdusaurus                                       | L. arenatus                                       | (1999)                                            | "Crâne partiel, squelette postcrânien fragmentaire." |                                                   |                                                   |
| Ouranosaurus                                      | O. nigeriensis                                    | (1976)                                            | "Crâne et poscranie, deuxième squelette."            |                                                   |                                                   |
| Elrhazosaurus                                     | E. nigeriensis                                    | (2009)                                            | "Femora."                                            | Un dryosauridé                                    |                                                   |

### Théropodes
| Théropodes signalés dans la Formation d'Elrhaz | Théropodes signalés dans la Formation d'Elrhaz | Théropodes signalés dans la Formation d'Elrhaz | Théropodes signalés dans la Formation d'Elrhaz                       | Théropodes signalés dans la Formation d'Elrhaz | Théropodes signalés dans la Formation d'Elrhaz |
| Genre                                          | Espèce                                         | Position stratigraphique                       | Matériel                                                             | Remarques | Images                                         |
| ---------------------------------------------- | ---------------------------------------------- | ---------------------------------------------- | -------------------------------------------------------------------- | --- | ---------------------------------------------- |
| Afromimus                                      | A. tenerensis                                  | (2017)                                         | "vertèbres caudales, chevrons et parties du membre postérieur droit" | Un abélisauroïde |                                                |
| Eocarcharia                                    | E. dinops                                      | (2008)                                         | "Crâne partiel et restes postcrâniens."                              | Carcharodontosauridé |                                                |
| Suchomimus                                     | S. tenerensis                                  | (1998)                                         | Crâne partiel et squelette associé.                                  | Un deuxième spinosauridé possible trouvé dans la formation, Cristatusaurus, est considéré soit comme une espèce distincte, soit comme un synonyme de Suchomimus |                                                |
| Kryptops                                       | K. palaios                                     | (2008)                                         | Squelette postcrânien et crâne partiel.                              | Abélisauridé |                                                |

### Sauropodes
|             |            | Sauropodes signalés dans la formation Elrhaz |        |
| Genre       | Espèce     | Matériel | Images |
| ----------- | ---------- | --- | ------ |
| Nigersaurus | N. taqueti | La compréhension limitée du genre était liée au mauvais état de conservation de ses restes, qui résulte de la construction délicate du crâne et du squelette, avec des cavités pneumatiques, provoquant la désarticulation des fossiles. Par conséquent, aucun crâne intact ou squelette articulé n'a été trouvé, et ces spécimens représentent les restes rebbachisauridés les plus complets connus. |        |